# Humbert von Neuenburg
Humbert von Neuenburg († 22. Juni 1417 Delémont) war von 1395 bis 1417 Bischof von Basel.

## Leben
Humbert stammte aus dem burgundischen Adelsgeschlecht Neufchâtel-en-Bourgogne. Seine Eltern waren Diebold VI., Seigneur von Neufchâtel und Blamont, Vicomte de Baume und Marguerite von Burgund. Diebold erwarb Pfandschaften auf Besitz des Basler Hochstiftes und schloss 1395 einen Vertrag mit dem Basler Domkapitel, in dem Diebolds Sohn Humbert unter Vorbehalt der päpstlichen Zustimmung der Bischofsstuhl von Basel versprochen wurde. Im Gegenzug verpflichtete sich Diebold, vier Jahre lang den Unterhalt des Domkapitels zu bestreiten. Humbert, seit 1394 Domherr in Metz, wurde vertragsgemäss 1395 zum Bischof gewählt und 1399 von Papst Bonifatius IX. bestätigt, mit der Auflage, Wilhelm von Coudenberghe, der auf seine Ansprüche auf Basel verzichtete, zu entschädigen.
Der einen ritterlichen Lebensstil führende Humbert residierte vorwiegend in Delémont und weilte nur selten in Basel. Im Jahr 1400 verkaufte er der Stadt Basel die Herrschaften Sisgau, Liestal, Waldenburg und Homberg, um die Schulden des Hochstifts zu tilgen. Humbert erneuerte die von Peter von Aspelt erlassenen Synodalstatuten und nahm am Konzil von Konstanz teil. In den Jahren 1405 bis 1410 enteignete und vertrieb er die Beginen aus dem Hochstift. Nach seinem Tod 1417 wurde Humbert im Basler Münster bestattet.